# Emil Tocaci
Emil Tocaci (n. 23 decembrie 1933, București – d. 18 iunie 2007) a fost un senator român.
În legislatura 1990-1992, Emil Tocaci a fost ales senator ales pe listele PNL. În legislatura 1990-1992, Emil Tocaci a fost membru în grupurile parlamentare de prietenie cu Statul Israel, Regatul Belgiei, Republica Italiană, Canada și Regatul Thailanda. În legislatura 1992-1996, Emil Tocaci a fost ales senator  ales din partea PNL respectiv Partidului Alianța Civică. În legislatura 1996-2000, Emil Tocaci a fost ales în municipiul București pe listele partidului PNL iar din mai 1999 a devenit senator independent. În legislatura 1996-2000, Emil Tocaci a fost membru în grupurile parlamentare de prietenie cu UNESCO și Regatul Spaniei. În perioada 1992-2000, Emil Tocaci a fost membru în comisia pentru învățământ, știință și tineret. Emil Tocaci a inițiat 2 propuneri legislative, din care 1 a fost promulgată lege.
Emil Tocaci a absolvit Institutul Politehnic din București în anul 1956 și a lucrat ca inginer pe șantier în perioada 1957-1958. A fost deținut politic în perioada 1958-1963. Începând din anul 1964 a fost cadru didactic în învățământul superior, iar în anul 1971 a obținut titlul de doctor în științe tehnice.
Emil Tocaci a fost secretar de stat la Ministerul Învățământului și membru al guvernului Teodor Stolojan. Emil Tocaci a fost președintele Federației Foștilor Deținuți din Rezistența Anticomunistă. Din 1990, Emil Tocaci a fost profesor universitar la Institutul de Petrol și Gaze din Ploiești. În perioada 16 octombrie 1991 - 19 noiembrie 1992, Emil Tocaci a fost membru al guvernului Theodor Stolojan în calitate de secretar de stat la Ministerul Învățământului și Științei.